# Саэсааре (водохранилище)
Са́эсааре — водохранилище в Эстонии, в регионе Пылвамаа. Расположено на берегу реки Ахья. Было создано в 1952 году в связи со строительством одноимённой гидроэлектростанции.

## Описание
Площадь водохранилища составляет около 54 гектаров и простирается от плотины электростанции на 4,5—5,5 км вверх по течению, а весной, во время половодья, достигает уступа Кийдъярве. Наибольшая глубина водохранилища, у плотины электростанции, достигает 8 метров.
Водохранилище расположено на территории ландшафтного заповедника, в местности сформированной песчаными отложениями среднего Девона.
С 2000 года, в летние месяцы (июнь-сентябрь) по озеру курсирует прогулочный катер «Lonny» по маршруту от электростанции до сужения водохранилища, примерно в 3 км вверх по течению.
Создание водохранилища было необходимым условием строительства гидроэлектростанции Саэсааре. В настоящее время электростанция управляется акционерным обществом AS Generaator. Состояние плотины считается плохим, поэтому рассматривается вопрос о её ликвидации и восстановлении на её месте прежнего ландшафта.

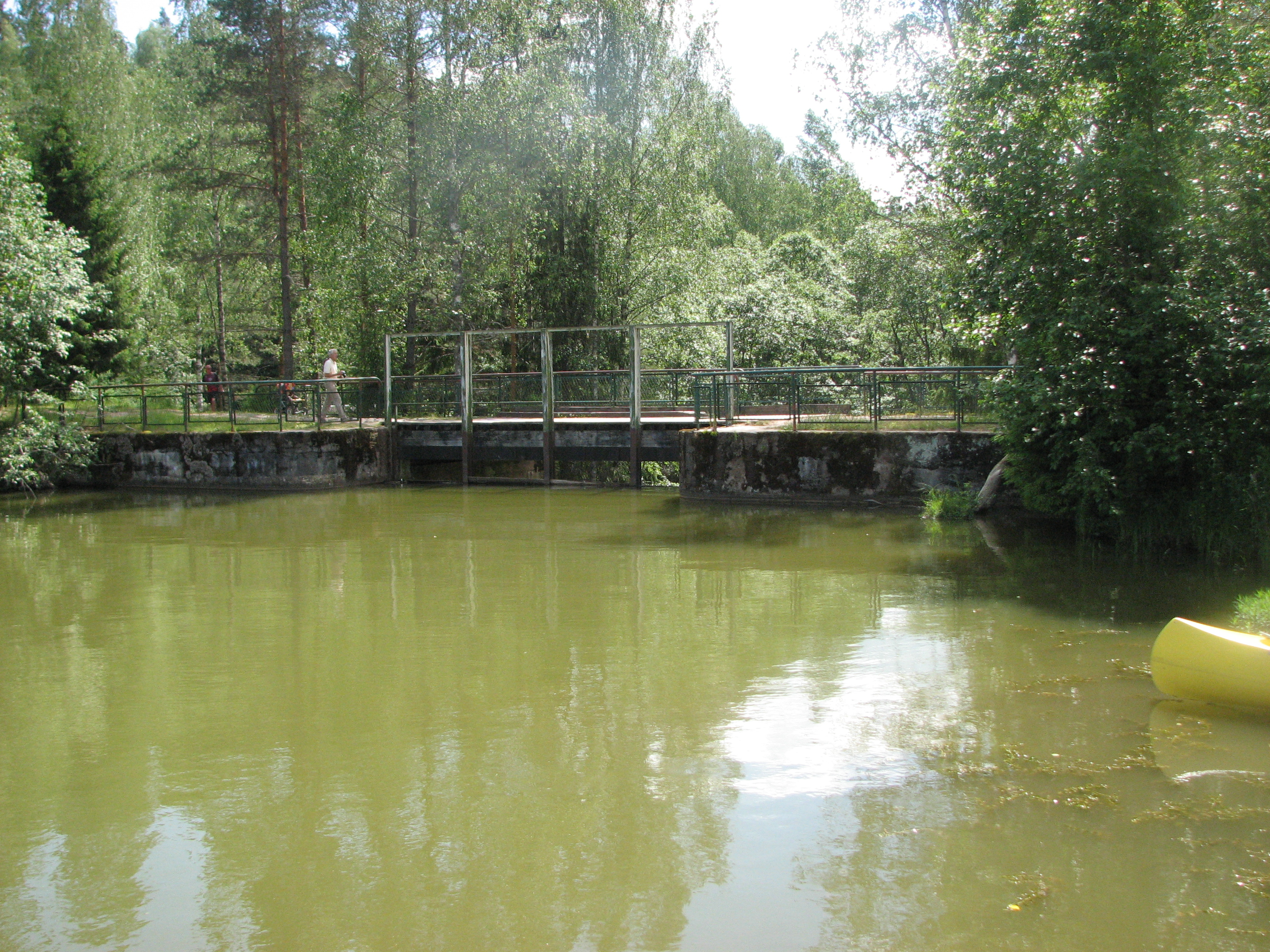
Плотина
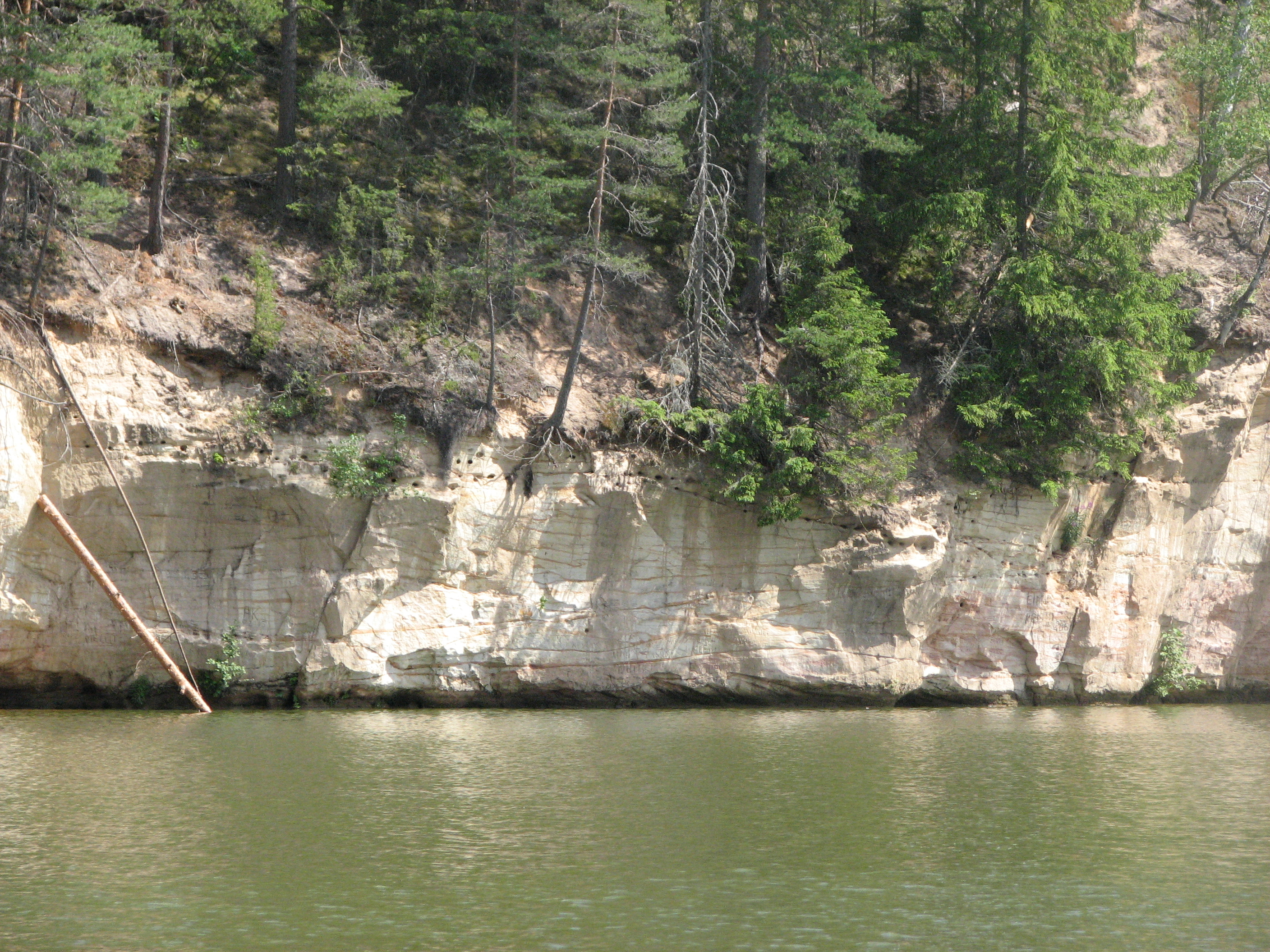
Гнездовье ласточек береговушек
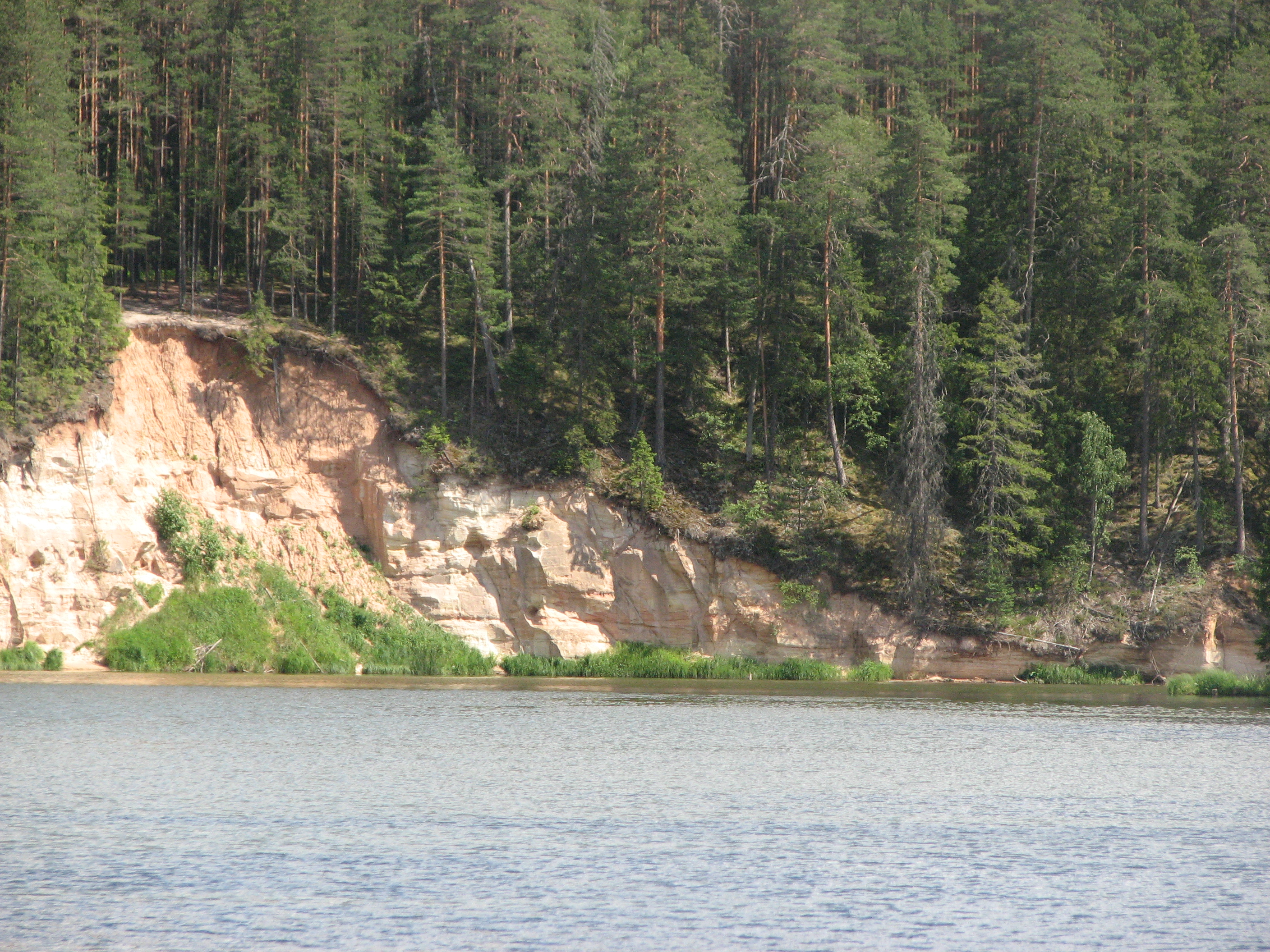
Песчаный берег
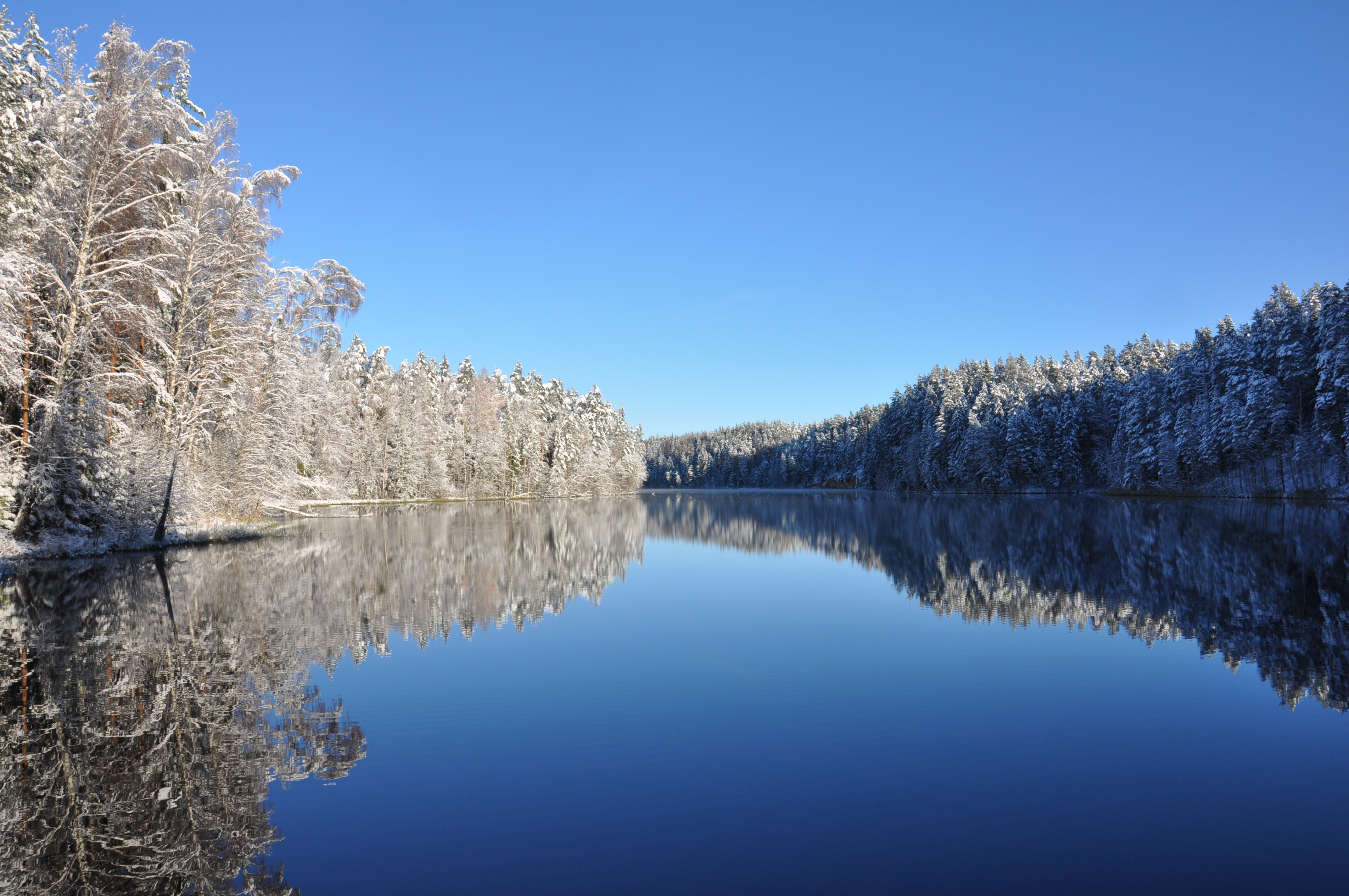
Саэсааре в конце октября 2012 года